# Torkkelinpuistikko
Le parc de Torkkeli (en finnois : Torkkelinpuistikko), est petit parc du quartier de Kallio à Helsinki en Finlande.

## Description
Le petit parc paisible situé à Torkkelinmäki dispose d'une aire de jeux pour les enfants.
Conçu par Elisabeth Koch, le parc est un bon exemple de l'idéal de parc régulier et symétrique des années 1920.
Torkkelinpuistiko est ceint d'une clôture d'aubépines.
Il est entouré de Torkkelinkuja et de vieilles maisons en pierre.
L'apparence du parc a été améliorée à l'été 2002 en diversifiant la végétation et en  renouvellant le mobilier.
Pendant les jours d'été, Torkkelinpuistiko et Pengerpuisto, situé de l'autre côté des bâtiments, regorgent de citadins profitant du soleil et de la paix qu'offre le parc.

## Galerie

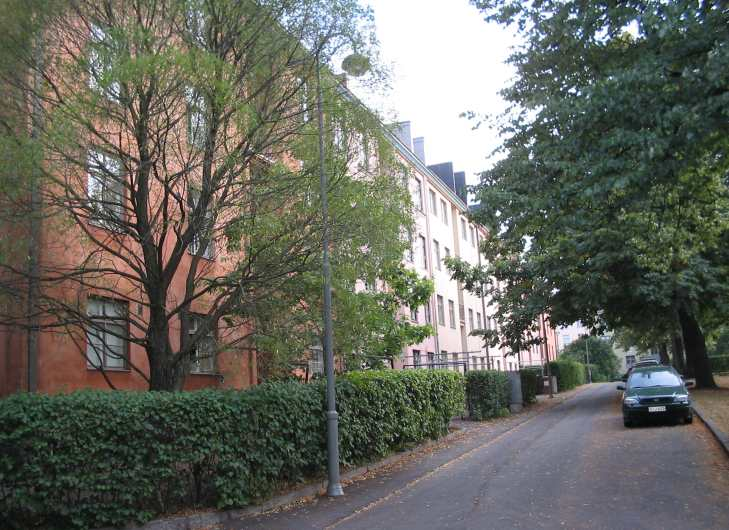
Torkkelinkuja et à droite Torkkelinpuistikko.